# Кунітаті

35°41′2″ пн. ш. 139°26′29″ сх. д. / 35.68389° пн. ш. 139.44139° сх. д.
Куніта́ті (яп. 国立市, くにたちし, МФА: [kunitat͡ɕi̥ ɕi]) — місто в Японії, в префектурі Токіо.

## Короткі відомості
Розташоване в центральній частині префектури. Виникло на основі сільських поселень раннього нового часу. Засноване 1965 року. Основою економіки є сільське господарство, харчова промисловість, комерція. Центр освіти та культури. В місті розташований Університет Хітоцубасі. Станом на 1 жовтня 2008 площа міста становила 8,15 км². Станом на 1 липня 2011 населення міста становило 75 539 осіб.

## Освіта
- Університет Хітоцубасі (головний кампус)